# Myrioblephara fenchihuana
Myrioblephara fenchihuana là một loài bướm đêm trong họ Geometridae.